# Kingdom Come: Deliverance II
Kingdom Come: Deliverance II (укр. При́йде Ца́рство: Визволення II) — однокористувацька рольова відеогра від першої особи з відкритим світом розроблена Warhorse Studios і видана Deep Silver. Реліз на платформах Microsoft Windows, PlayStation 5 і Xbox Series X/S відбувся 4 лютого 2025 року. Сюжет безпосередньо продовжує історію оригіналу, розгортаючись на тлі громадянської війни, де протагоніст опиниться втягнутим у боротьбу проти вторгнення Сигізмунда, короля Угорщини та Хорватії, і союзних йому військ.
Після виходу гра отримала позитивну реакцію від професійних критиків та ігрової спільноти, які хвалили її за детальні рольові механіки та добре продуману історію. Через два тижні після релізу, загальна кількість проданих копій перевищила 2 млн.

## Ігровий процес
Kingdom Come: Deliverance II — рольова відеогра у відкритому світі, події якої відбуваються під час громадянської війни у Богемії XV століття. У грі присутні історично достовірні бої, а також на додаток до звичайної зброї ближнього бою, у другій частині гравець зможе використовувати арбалети та історичні ранні рушниці, що є нововведенням у порівнянні з оригінальною грою. Світ гри приблизно у два рази більший, ніж світ попередньої частини, та розділений на дві області, включаючи місто Кутна Гора. Кількість ігрових катсцен також збільшилась до п'яти годин, тоді як гра-попередниця мала лише дві.
Вибори гравця впливатимуть на розвиток сюжетної лінії гри, також у другій частині з'являється механіка репутації — світ та НГП безпосередньо реагуватимуть на дії протагоніста, наприклад появу голим у громадських місцях. 

## Синопсис

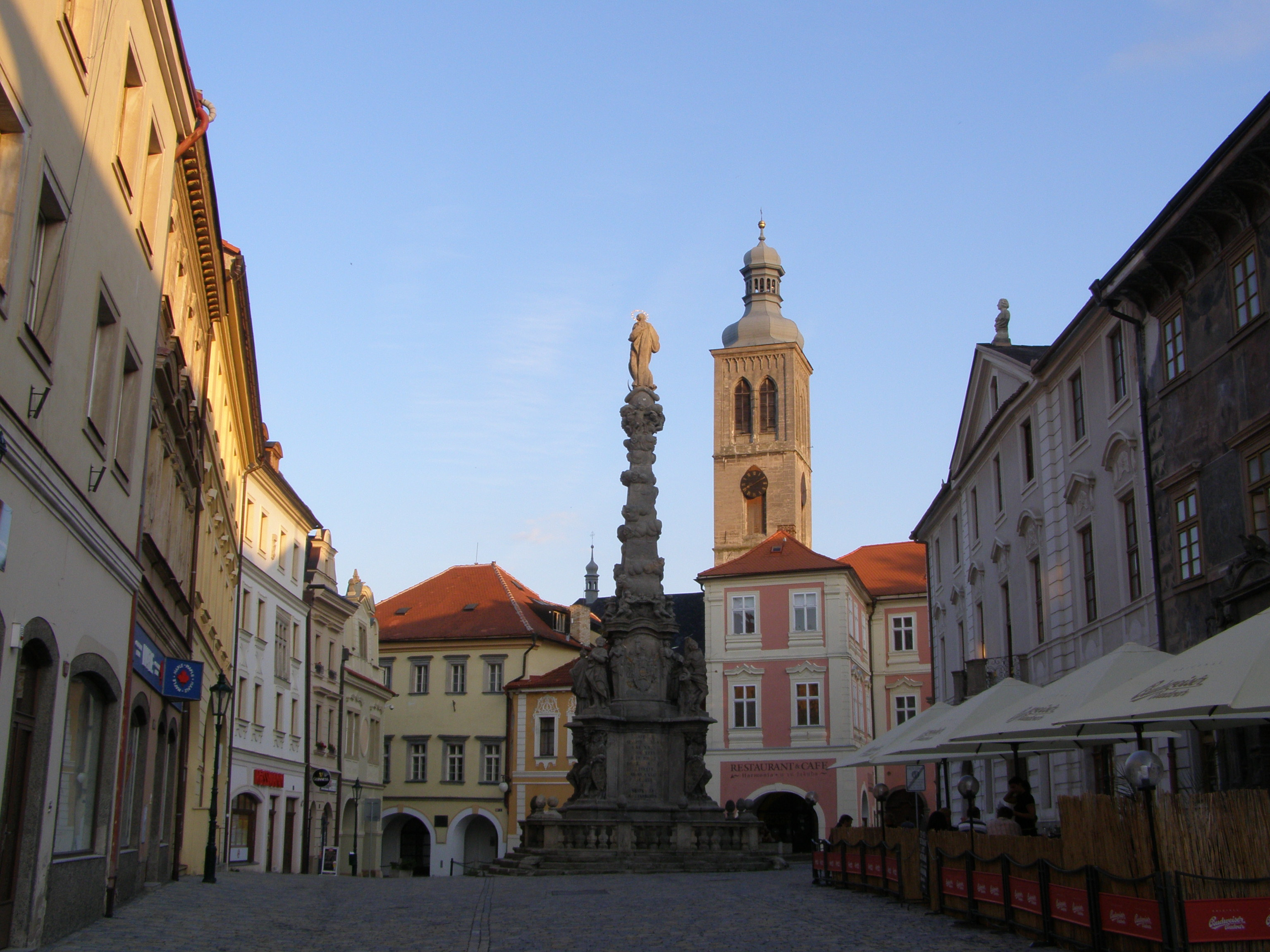
У грі відтворена історична версія Кутної Гори XV століття, з великим акцентом на історичну достовірність.

### Сетинг
Події Kingdom Come: Deliverance II відбуваються у 1403 році в Королівстві Богемія, яке тоді було частиною Земель Богемської Корони та Священної Римської імперії, на території сучасної Чехії. Гра є прямим продовженням Kingdom Come: Deliverance і розгортається на тлі громадянської війни. Головний герой Генрі (Індржих), син коваля, бореться проти вторгнення Сигізмунда, короля Угорщини та Хорватії, та його союзників. Друга частина гри буде завершенням історії Генрі.
Ігровий світ Kingdom Come: Deliverance II удвічі більший за світ попередньої гри. Замість єдиного пов’язаного простору, гра містить дві великі зони, відкриті для дослідження. Одна з них — Чеський рай, культурний ландшафт із мальовничою природою. Друга — місто Кутна Гора (у грі використовується його німецька назва Куттенберг) та його околиці. У пізньому Середньовіччі Кутна Гора була другим за величиною містом Богемії після Праги та одним із найбагатших економічних центрів країни завдяки видобутку срібла та карбуванню монет.

### Сюжет
Гра прямо продовжує першу частину, де Індржих (Генрі) прагне помститися Маркварту Улицькому за спалення його села Скалиці і вбивство його сім'ї на тлі конфлікту між богемськими лордами і Сигізмундом, зведеним братом короля Чехії Вацлава IV, який викрав його, щоб заволодіти короною. Присягнувшись помститися за них, Генрі вступає на службу до лицаря сера Рацика Кобили і приєднується до боротьби з військами Сигізмунда.
Генрі, у супроводі пана Яна Птачека та невеликої свити, вирушає з Ратая, щоб передати послання одному із союзників Сигізмунда — Отто фон Бергову, який перебуває у своєму маєтку в фортеці Троски. У листі міститься запит щодо того, чи не похитнулася його вірність Сигізмунду. Коли група розбиває табір, на них нападають і грабують бандити. Генрі та Ян Птачек тікають і згодом прибувають до Троського замку, але їм відмовляють у вході, оскільки вони не можуть підтвердити свої особи. У найближчій таверні Птачек влаштовує бійку і звинувачує Генрі в тому, що сталося; Вони сваряться, і Птачек йде.
Генрі дізнається, що Бергов буде присутній на весіллі в селі Семин. Бергов так і не приїжджає на весілля, а наречений — Олда (Олдржих) з Семина, таємно тікає. Генрі зустрічається з Птачеком і вони миряться. Спалахує бійка, і Генрі та Птачека ув'язнюють у Троському замку, причому Яна Птачека засуджують до смертної кари за браконьєрство. Бергов прибуває до того, як його стратять, і Птачека звільняють. Він передає послання, але Бергов не може підтвердити свою відданість і доручає Генрі та Птачеку допомогти придушити місцевий бандитизм.
Вони вербують солдатів з фортеці Небаков. Полонений бандит у Троському замку може розповісти, що Олда Семин у змові з бандитами, які таємно захопили Небаков. Якщо гравець вирішує, щоб Генрі розповів Бергову про зраду Семине, йому доручають протистояти Семине; після цього Генрі може стати на бік Семина або дати йому померти. У будь-якому випадку, Бергов збирає військо, щоб повернути Небаков, але вони зазнають невдачі, і Генрі та Птачек потрапляють у полон. Пани Гануш із Липи та Рацек Кобила, батько Генрі, посилають отця Богуту (Ґодвіна) на пошуки Генрі та пана Птачека. Ватажок розбійників — Ян Жижка, який виступає проти Сигізмунда, звільняє їх після того, як Богута допомагає придушити повстання шпигуна Бергова — Іштвана Тота.
Небаков атакує військо на чолі з Берговим, Тотом і Марквартом фон Улицьким. Генрі, Богута і Жижка потрапляють у полон у і їх кидають до в'язниці замку Троски, а Яна Птачека захоплюють з метою отримання викупу. Полонених звільняє Катерина — кухарка, що перебуває у змові з Жижкою. Генрі дізнається, що Сигізмунд планує вбити своїх ворогів, зокрема Яна II з Ліхтенштейна. Генрі зустрічає і згодом вбиває Тота, повертаючи собі меч, який Мартін (прийомний батько Генрі), викував для Кобили. Група тікає підземними тунелями, після чого Генрі, Жижка та Катерина тікають до Кутної Гори (Куттенберга), а Богута повертається до Кобили й Гануша.
У Сухдолі Йост Моравський попереджає групу Генрі утриматися від бандитизму, оскільки він домовився про перемир'я з Сигізмундом. Генрі та Катерина знаходять Ліхтенштейна в єврейському кварталі Кутної Гори, під охороною мстивого Самуїла. Генрі попереджає Ліхтенштейна про Сигізмунда та дізнається, що Птачека утримують у берговському замку Малешов. Генрі та Жижка вербують найманців, що виступають проти Сигізмунда, під керівництвом «Сухого Чорта». Вони проникають до Малешова і рятують Птачека та в’язня Воклена Брабана. Генрі та Ян Птачек зустрічають Кобилу, Гануша й Богуту, які прямують на зустріч вірних лордів у Раборші, й отримують інформацію про присутність Сигізмунда на найближчій раді в Кутній Горі.
Генрі проникає на збори і стає свідком того, як Сигізмунд і Улицький віддають наказ про погром євреїв Кутної Гори. Він поспішає до Раборша, де на збори панів нападає загін на чолі з Берговим; напад відбивають, але панів беруть у полон. У Кутній Горі Генрі допомагає Самуїлу вивести євреїв з міста і дізнається, що Самуїл є позашлюбним сином Мартіна, тобто зводним братом Генрі.
Група планує захопити Бергова, як важіль для звільнення панів. Використовуючи найманців, найнятих Брабаном, і вкрадену бомбарду, вони штурмують Малешов і захоплюють Бергова. Він вважає, що становище Сигізмунда в Чехії нестійке, і припускає, що пограбування його срібних запасів, які зберігаються в королівській резиденції Кутної Гори, де також перебувають феодали, змусить його піти звідти. Поки частина партії маскується під папського легата, щоб відволікти увагу, решта проникає до копалень Кутної Гори, щоб отримати доступ до срібла і врятувати феодалів. Їм це вдається, але Брабан зраджує групу і його найманці намагаються привласнити срібло; під час сутички Брабан утікає.
Загін Генрі тікає до замку Сухдол, а Сигізмунд з військом залишає Чехію. Військо під проводом Маркварта Улицького, Бергова та Брабана бере в облогу Сухдол, де під час переговорів Улицького смертельно ранить Сухий Чорт. Генрі вирушає, щоб привести на допомогу Йоста Моравського, Гануша та Кобилу. Він повертається з підкріпленням, і вони відбивають нападників. В епілозі Генрі бачить видіння своєї матері й Мартіна, після чого спілкується з батьком — Рацеком Кобилою, який дарує йому свій меч.
Вибори гравця впливають на фінал гри. Якщо Генрі діє доброчесно, його батьки висловлюють гордість і відходять у потойбічний світ. Якщо ж Генрі більш жорстокий, батьки докоряють йому. Генрі також може стати шукачем пригод або воїном і прийняти меч Кобили. Або ж він може відмовитися від меча й оселитися як селянин у Ратаї чи міщанин у Кутній Горі, де він оселиться з однією з трьох коханих. У таємному фіналі, якщо Генрі не мав романтичних стосунків і залишився цнотливим, він повертається до Ратая і возз'єднується зі своєю коханою Терезою.
У сценах після титрів Сухий Чорт вибиває око Жижці, намагаючись влучити з арбалета в яблуко на його голові. У флешбеці Сигізмунд дізнається про викрадення срібла й у люті трощить свою кімнату, після чого наказує відступ до Угорщини.

## Розробка
Warhorse Studios розпочинала розробку першої частини, коли студія налічувала всього лише 11 працівників. В анонсі другої частини, співзасновник студії Даніель Вавра заявив, що над нею працюють вже 250 осіб. Гра використовує сильно модифіковану версію CryEngine.
KCD II буде дубльований кількома мовами; буде дубляж чеською, англійською, німецькою, французькою, іспанською та японською мовами. Текстові локалізації або субтитри доступні для інших мов. 31 травня 2024 розробники оголосили про список мов локалізацій, серед яких присутня і українська.
Музику для гри написали чеські композитори Ян Валта  та Адам Шпорка. Головного героя, Генрі, знову зобразив британський актор Том Маккей. Крім того, знову було залучено досвід різних істориків, університетів і музеїв, щоб представити, за словами Warhorse Studios, «реалістичний, захоплюючий і правдоподібний середньовічний світ». На відміну від розробки першої частини, захоплення руху доповнено захопленням обличчя. У розробці гри також брали участь каскадери.
Kingdom Come: Deliverance II була анонсована і показана у квітні 2024 року. Реліз гри для PlayStation 5, Windows і Xbox Series X/S заплановано на початок 2025 року. 15 серпня на офіційній сторінці вказали, що реліз гри перенесено на 11 лютого 2025 року, однак згодом автори повідомили в соцмережах про перенесення гри на 4 лютого 2025.

### Версії
Kingdom Come: Deliverance II вийде у трьох роздрібних версіях; окрім базової гри (Standard Edition), KCD2 буде доступна у вигляді Gold Edition та Collector's Edition. Крім базової гри, Gold Edition містить три DLC, які вийдуть пізніше, спорядження для головного героя і бонусний контент під назвою «Щити проходження сезонів», який буде випущений разом з виходом базової гри. Як Стандартне, так і Золоте видання доступні в цифровому вигляді (шляхом завантаження) та у вигляді фізичного видання. Покупці стандартного видання можуть придбати три доповнення та бонусний контент «Щити сезонів» онлайн у вигляді цифрової пакетної пропозиції («Expansion Pack»). Колекційне видання включає весь контент Золотого видання і доповнюється кількома предметами. Незалежно від придбаної версії, передзамовники отримують бонусний квест (під назвою «Герб Лева»), який, у свою чергу, приносить додаткове спорядження для головного героя.
У січні 2025 року саудівське видання VGA4A повідомило, що грі буде відмовлено в класифікації і, відповідно, заборонено в Саудівській Аравії через відмову студії Warhorse змінювати контент гри відповідно до рекомендацій ЗМІ країни, а саме зображення стосунків між двома чоловічими персонажами. Однак, заява щодо гри ще не була оприлюднена Генеральним управлінням Саудівської Аравії з питань регулювання ЗМІ. Потенційну заборону заперечив креативний директор гри Даніель Вавра.

### Пострелізний контент
16 січня 2025 року Warhorse Studios оприлюднила дорожню карту DLC. Після запуску гра отримає безкоштовні покращення, такі як перукарня, хардкор-режим та кінні перегони. Після цього протягом 2025 року з'являться додаткові платні DLC: Brushes with Death, Legacy of the Forge і Mysteria Ecclesiae. Платні DLC будуть включені в розширений пропуск під назвою «Щити сезонів проходження».

#### Brushes with Death
DLC вийшло 15 травня 2025 року разом з оновленням 1.3.  Доповнення починається з того, що Генрі натрапляє на таємничого маляра Войту — він прив’язаний до стовпа та спілкується з черепом. Знайомство з цим художником запустить нову сюжетну лінію. Гравцям запропонують дізнатися більше про його минуле та допомогти йому створити «шедевр, який закріпить його спадщину». Митець Войта також відкриває нову механіку — можливість розпису щитів. Гравці зможуть налаштовувати вигляд щитів Генрі: змінювати кольори, орнаменти, рамки та символи. Але не всі символи будуть доступні одразу — частину з них доведеться розблокувати через сюжет, побічні квести та дослідження.  Також новий патч додав нові функції: верхову стрільбу з лука та кінні перегони. Щоб познайомитися з цими механіками можна буде пройти побічний квест. Також розробники вирішили переробити баланс ворогів у деяких регіонах, наприклад, у Кутній Горі стане значно складніше.

## Рецензії
| Агрегатор  | Оцінка                              |
| ---------- | ----------------------------------- |
| Metacritic | ПК: 88/100 XSXS: 86/100 PS5: 88/100 |
| OpenCritic | 96%                                 |

| Видання        | Оцінка |
| -------------- | ------ |
| Eurogamer      | 3/5    |
| GameSpot       | 9/10   |
| GamesRadar+    | 4/5    |
| IGN            | 9/10   |
| PC Gamer (США) | 9/10   |
| Shacknews      | 9/10   |
| VG247          | 5/5    |
| Push Square    | 10/10  |

Kingdom Come: Deliverance II отримала «загалом схвальні» оцінки на агрегаторі рецензій Metacritic, набравши 88, 88 та 86 балів на платформах Windows, Play Station 5 та Xbox Series відповідно. На OpenCritic гра тримає позначку у 96% позитивних рекомендацій.
Критики похвалили Kingdom Come: Deliverance II за захопливий відкритий світ Богемії 15 століття, детальну рольову ігрову механіку та добре продуману історію. Місто Кутна Гора було особливо відзначене як видатна локація, а розмір мапи значно збільшився порівняно з Kingdom Come: Deliverance.
Джошуа Воленс з PC Gamer порівняв Kingdom Come: Deliverance II з іншими «важкими для системи» іграми, такими як The Elder Scrolls III: Morrowind, заявивши, що гра є «до смішного амбітною і своєрідною річчю, яка якимось чином реалізує свої амбіції і своєрідність». Воленс похвалив гру за її різноманітні сюжетні лінії та види діяльності, що дозволяють гравцеві брати на себе роль солдата, шпигуна, азартного гравця або коваля.
У більш критичному огляді Кетрін Касл з Eurogamer розкритикувала деякі складнощі гри, нарікаючи на надмірне використання текстових меню для подальшого пояснення механіки, а також на те, що кат-сцени та взаємодії були надмірно довгими або роздутими. Вона також назвала гру акторів другого плану «вбивчою», особливо відмітивши персонажа Яна Птачека.
Рецензенти відзначили високий рівень оптимізації гри на момент релізу, хоча і з невеликою кількістю технічних проблем. Брендан Лоурі з Windows Central заявив, що «те, що Warhorse створили тут, безсумнівно, є однією з найбільш візуально вражаючих коли-небудь розроблених ігор».
На релізі гра опинилася в епіцентрі контроверсії. Деякі гравці висловлювали незадоволення включенням можливості одностатевих романів для Генрі. PR-менеджер Тобіас Штольц-Цвіллінг заявив, що йому «набридло» бути втягнутим у культурну війну навколо різноманітності, рівності та інклюзії, підкресливши, що метою студії було створити «багатий, захоплюючий історично достовірний досвід».

### Продажі
У день випуску Kingdom Come: Deliverance II очолила список бестселерів Steam. Показник кількості одночасних гравців у Steam сягнув 159 351, перевищивши рекорд Kingdom Come: Deliverance більш ніж на 60 000.
Через день після виходу було продано один мільйон копій. 17 лютого 2025 року Warhorse оголосили, що продажі перевищили 2 мільйона копій.
4 травня 2025 року компанія Warhorse Studios повідомила, що за 3 місяці вдалось продати 3 млн. копій.

### Нагороди
Перед виходом Kingdom Come: Deliverance II отримала нагороду Best PC Game Award на Gamescom 2024.